# Veritasium
Veritasium is een Engelstalig, educatief YouTube-kanaal.
Het kanaal werd in 2011 opgericht door de Australische Canadees Derek Muller. Muller studeerde af als fysicus en haalde in 2008 zijn doctoraat in physics education.
Hij schreef zijn thesis over de best mogelijke manieren om fysica aan te leren, genaamd: Designing Effective Multimedia for Physics Education. Dit was ook de aanleiding voor zijn YouTube-kanaal. Zijn filmpjes beperken zich niet enkel tot fysica, maar ook andere wetenschappen. Meestal schotelt hij wetenschappelijke vragen voor aan toevallige voorbijgangers, om zo te achterhalen wat de foute interpretaties van dat onderwerp zijn. Volgens hem is dit de beste manier om mensen wetenschap aan te leren.